# Meriam Ben Hussein
Meriam Ben Hussein (arabe : مريم بن حسين) est une actrice, animatrice de télévision et de radio tunisienne connue pour avoir joué le rôle de Malek Néji dans la série télévisée Maktoub.
En avril 2012, elle fait la couverture du magazine tunisien E-jeune, elle apparaît également en première page du numéro de juillet. Elle est en couverture du magazine people Tunivisions en septembre 2013.
En 2015, elle interprète le rôle de Baya, une danseuse de confession juive, dans la série Histoires tunisiennes, réalisée par Nada Mezni Hafaiedh.
Meriam Ben Hussein est le visage de LELLA, une marque tunisienne de produits de cosmétique. Elle est également égérie du Palais de L'Artisan, un magasin de fournitures d'art et d'artisanat.

## Télévision

### Séries
- 2012-2014 : Maktoub (saisons 3-4) de Sami Fehri : Malek
- 2013 : Layem de Khaled Barsaoui[1]
- 2015 : Naouret El Hawa (saison 2) de Madih Belaïd : Alya
- 2015 : Histoires tunisiennes de Nada Mezni Hafaiedh : Baya
- 2017 : Flashback (saison 2) de Mourad Ben Cheikh
- 2018 : Tej El Hadhira de Sami Fehri : Lella Mannena
- 2019 : El Maestro de Lassaad Oueslati
- 2019 : Nouba d'Abdelhamid Bouchnak : Salma

### Émissions

#### Animatrice
- 2001 : Hit Parade sur Canal 7
- 2008-2009 : Yalli Mâana sur Hannibal TV
- 2011 : Hadra mouch ki okhtha sur TWT
- 2012 : Taratata sur Dubai TV
- 2014 : Andi Manghanilek sur El Hiwar El Tounsi
- 2017 : Howa w Hia sur Attessia TV
- 2018 : Avec Mariem Ben Hussein sur Attessia TV

#### Programmes humoristiques
- 2013 : Fo Casting (épisode 12) sur Tunisna TV
- 2014 : El Zilzal 2 (épisode 1) sur Nessma
- 2014 : Taxi 2 (épisode 12) sur Nessma

#### Programmes culinaires
- 2014 : Dhawakna sur Telvza TV

## Radio
- 2012 : Mechwar sur IFM
- 2013 : Drive Time sur Radio Kalima
- 2014 : Drive Time sur Cap FM

Meriam Ben Hussein est par ailleurs animatrice sur Express FM.